# Onopelmus guarani
Onopelmus guarani is een keversoort uit de familie ruighaarkevers (Dryopidae). De wetenschappelijke naam van de soort werd in 1997 gepubliceerd door Vanin, Ide & Costa.